# Торнтон, Генри (экономист)

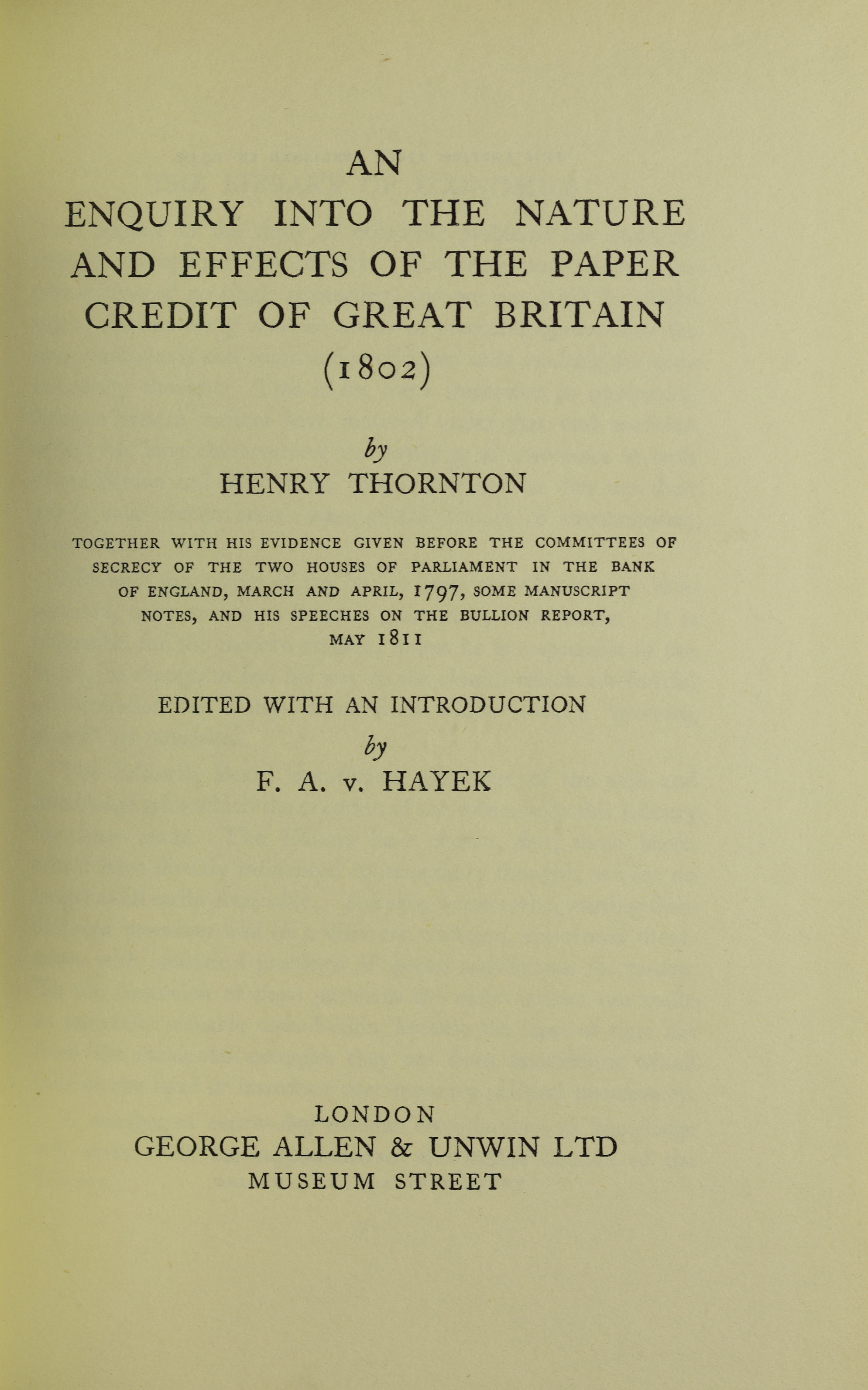
Enquiry into the nature and effects of the paper credit of Great Britain, 1939

Генри Торнтон (англ. Henry Thornton; 10 марта 1760, Лондон — 16 января 1815, там же) — английский экономист, банкир, филантроп и аболиционист.
Внёс значительный вклад в теорию денег. С 1782 года являлся членом палаты общин британского парламента. Входит в список «ста великих экономистов до Кейнса» по версии М. Блауга.

## Биография
Родился в Клэпхеме 10 марта 1760 года. Торнтон был младшим сыном известного торговца и филантропа Джона Торнтона.
В 1782 году Торнтон был избран в парламент от Саутварка и занимал это место до конца своей жизни. Выступал за парламентскую реформу и отмену работорговли. В парламенте коллеги считали его авторитетом во всех финансовых вопросах. Большую часть своего дохода он жертвовал на благотворительность. Торнтон был первым экономистом, установившим разницу между номинальной и реальной процентной ставкой.
Торнтона«Исследование природы и последствий бумажного кредита Великобритании » (1802 год) представляет собой значительный труд по денежной теории. Хотя эта книга была забыта более чем на 100 лет, экономисты Якоб Винер и Фридрих фон Хайек обратили на неё внимание своих коллег в 1930-х годах.
Торнтон занял антибуллионистскую позицию, т. е. что банки отражают, а не вызывают высокие цены. Но со временем он стал более критически относиться к Банку Англии. В отчёте Комитета по слиткам 1810 года, в котором изучалась причина высокой цены золотых слитков, он выступал за уменьшение выпуска бумажных денег.

## Личная жизнь
В 1796 году Торнтон женился на Марианне Сайкс (1765–1815), дочери Джозефа Сайкса, торговца из Халла. У них было девять детей. Оба родителя умерли в 1815 году, и детей усыновил друг семьи, сэр Роберт Инглис. Старший ребёнок, Марианна Торнтон, была синим чулком, которая прожила в Клэпхэме большую часть своей долгой жизни. Она была предметом биографии её двоюродного брата, Э. М. Форстера (1879–1970), романиста, который был одним из правнуков Генри Торнтона. Старший сын, Генри Сайкс Торнтон (1800–1881), сменил отца в банковском бизнесе, но фирма была объединена с банком Williams Deacon's Bank после финансового кризиса 1825–186 гг. Одна из младших дочерей, София Торнтон, вышла замуж за Джона Лесли-Мелвилла, 9-го графа Левен. Другая дочь, Изабелла, в 1841 году вышла замуж за священника Бенджамина Харрисона, который стал каноником Кентерберийским и архидиаконом Мейдстона.

## Основные произведения
- «Исследование природы и действия бумажного кредита Великобритании» (An Enquiry into the Nature and Effects of the Paper Credit of Great Britain, 1802).